# 约瑟法·伊德姆
约瑟法·伊德姆（義大利語：Josefa Idem，1964年9月23日—），德国-意大利女子皮划艇运动员。她曾先后代表西德和意大利参加1984年、1988年、1992年、1996年、2000年、2004年、2008年和2012年夏季奥林匹克运动会皮划艇比赛。